# Le Rheu
Le Rheu település Franciaországban, Ille-et-Vilaine megyében. Lakosainak száma 9823 fő (2022. január 1.). Le Rheu Rennes, L’Hermitage, Chavagne, Mordelles, Pacé, Saint-Jacques-de-la-Lande és Vezin-le-Coquet községekkel határos.

## Népesség
A település népességének változása:
| Lakosok száma | 3080 | 4276 | 5027 | 6920 | 7940 | 8365 | 8740 | 8932 | 9247 | 9823 |
|               | 1968 | 1982 | 1990 | 2006 | 2013 | 2015 | 2017 | 2019 | 2020 | 2022 |